# Ann Wolpert
Ann J. Wolpert (1 de octubre de 1943 - 2 de octubre de 2013) fue una bibliotecaria pionera en las bibliotecas digitales y precursora del acceso abierto. Directora de las bibliotecas del Instituto de Tecnología de Massachusetts entre 1996 y 2013, jugó un rol decisivo en una variedad de proyectos, incluyendo la dirección de una iniciativa entre el MIT y Hewlett Packard para desarrollar el sistema para repositorios digitales DSpace, y el apoyo a MIT OpenCourseWare, uno de los primeros grandes proyectos a gran escala para proveer acceso abierto a los materiales de los estudios universitarios. También abogó para que el MIT adopte un mandato de acceso abierto en 2009, el primero de su tipo en los Estados Unidos.

## Trayectoria profesional
Wolpert obtuvo un BA de la Universidad de Boston y una maestría en Bibliotecología y Ciencias de la Información (MLS) del Simmons College.
Desde 1967 a 1976, fue bibliotecaria de la Agencia de planificación y desarrollo de Boston. Desde 1976 a 1992, trabajó para la consultora internacional Arthur D. Little.
Desde 1993 a 1995, fue directora de biblioteca y servicios de información en la Escuela de Negocios de Harvard.
Desde 1996 a 2013, fue Directora de Bibliotecas en el MIT. Como directora de bibliotecas, Wolpert gestionó el sistema de bibliotecas del MIT y tuvo a su cargo el MIT Press.
En 2005, fue presidenta de la Association of Research Libraries.
Fue miembro de la junta directiva del consorcio de bibliotecas de Boston y de la red de preservación digital (PDN). Ha asesorado a muchas otras organizaciones.

## Familia
Se casó con Samuel A. Otis Jr.

## Publicaciones
- Ann J. Wolpert, M.L.S. (28 de febrero de 2013). «For the Sake of Inquiry and Knowledge — The Inevitability of Open Access». N Engl J Med 2013 368: 785-787. doi:10.1056/NEJMp1211410.
- Wolpert, Ann J. (7 de noviembre de 2002). «The future of electronic data». Nature 420 (6911): 17-18. doi:10.1038/420017a.